# Verongida
Verongida Bergquist, 1978 è un ordine di spugne della classe Demospongiae.

## Tassonomia
L'ordine comprende le seguenti famiglie:
- Aplysinellidae Bergquist, 1980
- Aplysinidae Carter, 1875
- Ianthellidae Hyatt, 1875
- Pseudoceratinidae Carter, 1885